# 优美双盾木
优美双盾木（学名：Dipelta elegans）是忍冬科双盾木属的植物，为中国的特有植物。分布在中国大陆的甘肃等地，生长于海拔2,000米至2,400米的地区，多生于山坡阔叶林内，目前尚未由人工引种栽培。